# Ergasilus davidi
Ergasilus davidi is een eenoogkreeftjessoort uit de familie van de Ergasilidae. De wetenschappelijke naam van de soort is voor het eerst geldig gepubliceerd in 2008 door Suárez-Morales & Santana-Pineros.